# Zajas
Zajas (Macedonisch: Зајас; Albanees: Zajazi) is een voormalige gemeente in Noord-Macedonië.
Zajas telde 11.605 inwoners in 2002. De oppervlakte bedroeg 161,08 km², de bevolkingsdichtheid is 72 inwoners per km².
In 2013 werd de gemeente opgeheven en opgenomen in de gemeente Kičevo.